# Anne-Caroline Mathieu
Pour les articles homonymes, voir Mathieu.
Anne-Caroline Mathieu (-Cartillier) est une nageuse synchronisée française.

## Biographie
Anne-Caroline Mathieu a remporté trois médailles d'or continentales par équipe, aux Championnats d'Europe de natation 1985, aux Championnats d'Europe de natation 1987 et aux Championnats d'Europe de natation 1989.